# Ях'я ат-Туджибі
Ях'я ібн Мухаммад ібн Хашім ат-Туджибі (*д/н — 975) — державний і військовий діяч Кордовського халіфату, валі (намісник) Сарагоси у 950—975 роках.

## Життєпис
Походив з роду Туджибідів. Син Мухаммад ібн Хашіма, валі Сарагоси. Про дату народження і молоді роки відомостей обмаль. У 950 році після смерті батька успадкував його посаду. Невдовзі затверджений на ній халіфом Абд Ар-Рахманом III. Також отримав посаду візира і каїда Верхньої Марки.
Увесь час зберігав вірність Кордовському халіфату. У 955—956, 957 і 963 роках брав участь у походах проти Астурії. У 965—966 роках очолив військо халіфа, з яким сплюндрував Наварру. 970 року здійснив ще один успішний похід проти цього королівства.
У 973—975 роках брав участь у війні за Марокко проти Фатімідського халіфату. Через хворобу повернувся до Кордови у 975 році, де невдовзі помер. Новим валі Сарагоси став його брат Абд ар-Рахман ат-Туджибі.